# 加賀谷早苗
加賀谷 早苗（かがや さなえ、8月生まれ）は、日本の舞踏家。株式会社オフィス友惠の代表取締役社長。公益財団法人美術文化振興協会理事。日本舞踊若柳流師範。

## 来歴
東京芸術大学美術学部工芸科漆芸専攻卒業。在学中に友惠しづねに師事し、舞踏カンパニー「友惠しづねと白桃房」メンバーとなる。エディンバラ国際フェスティバル等、国内外の舞台に多数出演。小学校や聾学校、福祉作業所、老人福祉施設等での公演・ワークショップを行っている。
1995年より、インターネットやテレカンファレンスシステムを利用した国際的なアートコラボレーションを展開。多種ジャンルのアーティスト達とのコラボレーション公演も多い。1999年、ダブリン・インターナショナル・シアターシンポジウム「KANZAN」公演、ワークショップを実施。2000年、アートマネジメント、ウェブデザインを手がけるオフィス友惠を設立。2006年、マネジメントを手がけた台湾・中国・日本の共同作品「朱文走鬼」が第5回台新芸術賞パフォーミングアーツ部門大賞受賞。
2009年、日本顔学会より発刊の「日本顔学会誌」第9巻に『舞踏の顔』を寄稿。2010年、情報コミュニケーション学会全国大会で舞踏の身体論を講演。2010年、ユネスコシアタースタジオ（ルーマニア）で開催された「JAPANESE THEATRE AND CULTURE」コースで講師を務める。
2012年、シビウ国際演劇祭（ルーマニア）公演。2016年、ポーランド・ヴロツワフ（欧州文化首都）にて公演とワークショップ開催。